# Sonta
Sonta (serbocroata cirílico: Сонта; húngaro: Szond) es un pueblo de Serbia perteneciente al municipio de Apatin del distrito de Bačka del Oeste de la provincia autónoma de Voivodina.
En 2011 su población era de 4238 habitantes. Algo más de la mitad de la población está formada por croatas.
Se conoce su existencia desde el siglo XII, cuando se menciona como "Zund". Originalmente estaba situada a orillas del Danubio, pero en la década de 1920 se movió 3 km al norte para evitar las inundaciones que habían dañado el asentamiento original.
Se ubica sobre la carretera 107, unos 10 km al sureste de la capital municipal Apatin, cerca de la frontera con Croacia marcada por el Danubio.